# Natalja Korosteleva
Natalja Sergejevna Korosteleva (Russisch: Наталья Сергеевна Коростелёва) (Perm, 4 oktober 1981) is een Russische langlaufster.

## Carrière
Bij haar wereldbekerdebuut in oktober 2002 in Düsseldorf eindigde Korosteleva op de tiende plaats. In Val di Fiemme nam de Russin deel aan de wereldkampioenschappen langlaufen 2003, op dit toernooi eindigde ze als negende op de sprint en als vijftiende op de 10 kilometer klassiek. Samen met Olga Savjalova, Jelena Boeroekina en Nina Gavriljoek veroverde ze de bronzen medaille op de 4x5 kilometer estafette. Tijdens de wereldkampioenschappen langlaufen 2005 in Oberstdorf eindigde Korosteleva als achtentwintigste op de sprint. Op de wereldkampioenschappen langlaufen 2007 in het Japanse Sapporo eindigde de Russin als tiende op de 10 kilometer vrije stijl en als elfde op de 15 kilometer achtervolging. Daarnaast eindigde ze als zevenentwintigste op de sprint en als achtentwintigste op de 30 kilometer klassiek. Op de estafette eindigde ze samen met Alena Sidko, Olga Savjalova en Jevgenia Medvedeva op de zevende plaats. In december 2007 stond Korosteleva in Rybinsk voor de eerste maal in haar carrière op het podium van een wereldbekerwedstrijd. In Liberec nam de Russin deel aan de wereldkampioenschappen langlaufen 2009, op dit toernooi eindigde ze als elfde op de sprint en als zesendertigste op de 15 kilometer achtervolging. Tijdens de Tour de Ski 2009/2010 boekte Korosteleva in Praag haar eerste wereldbekerzege.

## Resultaten

### Wereldkampioenschappen
| Jaar | Plaats        | Resultaten |
| ---- | ------------- | --- |
| 2003 | Val di Fiemme | 9e Sprint (vrije stijl) · 15e 10 km (klassieke stijl) · 4x5 km estafette                                                     |
| 2005 | Oberstdorf    | 28e Sprint (klassieke stijl)                                                                                                 |
| 2007 | Sapporo       | 10e 10 km (vrije stijl) 11e 15 km achtervolging 27e Sprint (klassieke stijl) 28e 30 km (klassieke stijl) 7e 4x5 km estafette |
| 2009 | Liberec       | 11e Sprint (vrije stijl) 36e 15 km achtervolging                                                                             |

### Wereldbeker

#### Eindklasseringen
| Seizoen   | Plaats | Punten |
| --------- | ------ | ------ |
| 2002/2003 | 17e    | 269    |
| 2004/2005 | 47e    | 76     |
| 2005/2006 | 48e    | 94     |
| 2006/2007 | 22e    | 218    |
| 2007/2008 | 20e    | 390    |
| 2008/2009 | 34e    | 204    |

#### Wereldbekerzeges
| Nr. | Datum          | Plaats | Onderdeel                |
| --- | -------------- | ------ | ------------------------ |
| 1.  | 4 januari 2009 | Praag  | Sprint (vrije stijl) TdS |

*TdS = Etappezege in de Tour de Ski.